# 남극 수렴대

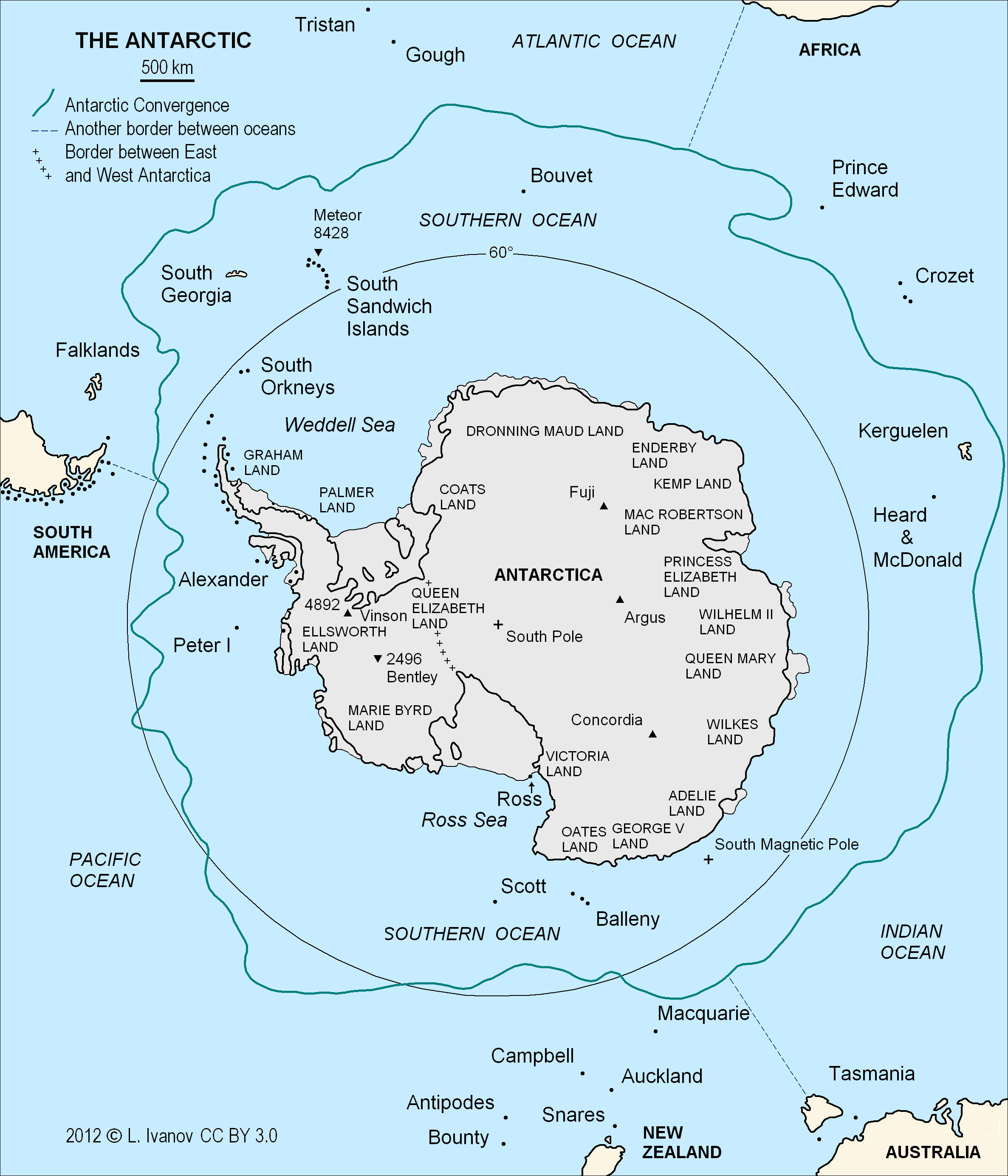
남극 수렴대

남극 수렴대(南極收斂帶) 또는 남극 수렴선(南極收斂線]), 남극 전선(南極前線)은 남극 대륙을 둘러싼 곡선이다. 계절에 따라 위도가 바뀌며, 차고 북쪽으로 흐르는 남극 지역의 바닷물이 비교적 따뜻한 아남극의 바닷물과 만난다. 남극의 찬 바닷물은 따뜻한 아남극 바닷물 아래로 가라앉는데, 둘이 섞이거나 솟아오르는 지역은 해양 생산성이 매우 높다.

## 같이 보기
- 남극 지역
- 남극권
- 남극해